# 小密乡
小密乡，是中华人民共和国江西省赣州市会昌县下辖的一个乡镇级行政单位。

## 行政区划
小密乡下辖以下地区：
小密社区、小密村、石背村、杉背村、半迳村、莲塘村、孕龙村和罗田村。